# Ernst Ruhstrat

Ernst Ruhstrat, 1904

Ernst Konrad Anton Ruhstrat (* 22. Februar 1856 in Oldenburg; † 25. Januar 1913 in Hahn) war ein deutscher Angestellter des Kaiserlichen Seezolls in China, der außerdem als Journalist und Schriftsteller tätig war.

## Leben
Ernst Ruhstrat entstammte einer oldenburgischen Juristenfamilie, die mehrere Staatsminister und Ministerpräsidenten im oldenburgischen Großherzogtum stellte. Sein Vater Ernst Friedrich Johann Ruhstrat (1815–1890) war Vizepräsident des Oberappellationsgerichts für das Land Oldenburg.
Nach seinem Abitur am Großherzoglichen Gymnasium im Jahr 1876 studierte Ernst Ruhstrat Mathematik und Astronomie in Berlin und Leipzig. Im Jahr 1880 ging er nach London, wo er 1881 einen Vertrag beim Kaiserlichen Chinesischen Seezoll unterschrieb. Im gleichen Jahr reiste er nach Peking ab.
Nachdem er eine Grundausbildung in Peking durchlaufen hatte, war er an wechselnden Orten in China im Einsatz, unter anderem Niuchuang, Takow und Zhenjiang. Er sammelte zahlreiche Vögel, Insekten und andere Tiere, die er an das Großherzogliche Museum in Oldenburg schickte, mit dessen Direktor, Carl Friedrich Wiepken, er in Briefwechsel stand. Unter den Schlangen war eine neue Art, die den Namen des Sammlers, Ophites ruhstrati, erhielt und deren Typusmaterial sich heute im Landesmuseum Natur und Mensch in Oldenburg befindet.
Während eines Heimaturlaubs heiratete Ernst Ruhstrat am 10. Oktober 1890 Marie Kallmeyer in der Oldenburger Lambertikirche, mit der er sechs Kinder hatte: Konrad (1893–1902), Bernhard (1895–1916), Otto (1900–1982), Friedrich (1902–1987), Gertrud (1904–2003) und Hertha (1906–1989).
Ende 1912 erkrankte Ernst Ruhstrat an Sprue und musste nach Deutschland zurückkehren. Eine Behandlung im Hamburger Tropenkrankenhaus konnte ihm nicht mehr helfen; er starb am 25. Januar 1913 in Hahn bei Rastede, wo seine Familie inzwischen wohnte. Beigesetzt wurde er in der Familiengrabstätte auf dem Gertrudenfriedhof in Oldenburg.

## Veröffentlichungen (Auswahl)
Bücher
- gemeinsam mit Friedrich Hirth: Text book of Documentary Chinese with a Vocabulary for the Special Use of the Chinese Custom. Verlag Kelly & Walshm Shanghai 1885.[3]
- Aus dem Lande der Mitte. Schilderungen der Sitten und Gebräuche der Chinesen. Verlag Alfred Schall, Berlin 1899.
- Sittenbilder aus China. Schulzesche Buchhandlung, Oldenburg und Leipzig 1905. (Digitalisat)

Weitere Schriften
- Geschichtliche Notiz über die Insel Formosa. Das Ausland, 1888.[4]
- Die Modernisierung Chinas. Die Grenzboten, 1909.[5]
- Die Aussichten der Christlichen Religion in China. Die Grenzboten, 1909.[6]
- Opium in China. Die Grenzboten, 1910.[7]